# Maruki Iri
Maruki Iri (japanisch 丸木 位里; geboren 20. Juni 1901 in Imuro, Asa (heute Asa-Minami, Hiroshima), Hiroshima; gestorben 19. Oktober 1995 in Higashi-Matsuyama, Saitama) war ein japanischer Maler im Nihonga-Stil.

## Leben und Wirken
Maruki Iri hatte sich das Malen weitgehend selbst beigebracht, wobei Tanaka Ryōri (田中 頼璋; 1868–1940), Kawabata Ryūshi und andere Maler im Nihonga-Stil ihn unterstützten. Er fand zu einer eigenen Art der Tuschmalerei, die sich durch die Abkehr vom Gegenständlichen auszeichnet. Von 1936 bis 1939 reichte er Bilder für die Ausstellungen der „Seiryū-sha“ (青龍社) ein. Er wurde Mitglied der Künstlervereinigungen „Bijutsu bunka kyōkai“ (美術文化協会) und „Zen’ei bijutsu-kai“ (前衛美術会). 1941 heiratete er Akamatsu Toshiko.
Als am 6. August 1945 auf Hiroshima die Atombombe abgeworfen wurde, reist er sofort dorthin, besorgt um die Sicherheit seiner Eltern. Er war entsetzt über das, was dort sah, und begann in Zusammenarbeit mit seiner Frau, die Malerei im westlichen Stil (洋画) studiert hatte, eine Serie zum Atombombenabwurf von „Gembaku no zu“  (原爆の図) zu malen. Dabei arbeitete Iri an der Gesamtatmosphäre und Komposition, während Toshi hauptsächlich an den Charakteren arbeitete.
Wolfgang Hütt führt es folgendermaßen in seiner Kunsteinführung "Wir und die Kunst"; Dritte Auflage; Henschelverlag Berlin; Seite 729, 1963 aus: "In Japan haben Iri Maruki und seine Frau Toshiko Akamatsu mit ihren Gemälden zur Entfachung der Bewegung gegen den Atomtod beigetragen. Diese Künstler, die von 1937 bis 1945 noch dem Surrealismus gefolgt waren, erschütterte der Atombombenabwurf auf Hiroshima und Nagasaki derart, dass sie all ihr Können und all ihre Kraft fortan nur noch in den Dienst des Kampfes gegen die Bedrohung durch einen Atomkrieg stellten. Im Verlaufe ihrer Arbeit erkannten sie immer mehr, dass zur wirkungsvollen Verwirklichung ihrer Absichten eine realistische Gestaltungsweise notwendig ist, die sich harmonisch mit den nationalen Traditionen der japanischen Kunst verbinden muss. Sie unternahmen den Versuch, die Katastrophe von Hiroshima in einem großen Wandbild festzuhalten. Die erste Fassung des Gemäldes, der 800 Skizzen vorangingen, war zwei mal acht Meter groß und betitelte sich "Geister". Das Bild stellt die Weigerung der Toten von Hiroshima dar, ihr Schicksal hinzunehmen. ... Im Jahre 1950 wurde das Werk erstmalig in einem Museum von Tokio ausgestellt. ... Es entstanden danach noch fünf Wandbilder dieser Art. Sie wurden in 51 Orten Japans von 650000 Menschen gesehen...".
Auf der Seite zuvor wird das Wandbild "Regenbogen" in Schwarz-Weiß-Darstellung gezeigt (1946–1950).
1950 wurde der erste Teil der farbig gestalteten Paneele unter dem Titel „Yūrei“ (幽霊) – etwa „Spukgestasten“  auf der „Japan Independent Exhibition“ der „Japan Art Society“ (日本美術会) angekündigt und 1982 der letzte und 15. Teil mit dem Titel „Nagasaki“ fertiggestellt. 1953 starteten die Marukis eine Weltwanderausstellung der Paneele, die in jedem besuchten Land große Aufmerksamkeit erregte.
Weiter hinaus schuf Maruki Werke zu Themen, wie Krieg oder Umweltverschmutzung. Dazu gehören „Vom Dreimächtepakt bis zum Dreimeilenstein“ (三国同盟から三里塚まで, Sangoku dōmei kara sanrizuka made), das 1979 den Großen Preis der „Antifaschismus-Triennale“ gewann, „Auschwitz“, „Minamata“ oder „Okinawa“. 1953 erhielt er zusammen mit seiner Frau den „Weltfriedenskulturpreis“ (国際平和文化賞, Kokusai heiwa bunka shō). 1995 wurde er mit seiner Frau für den Friedensnobelpreis nominiert und im selben Jahr mit dem Asahi-Preis ausgezeichnet.
Am Wohnsitz der Marukis, in Higashimatsuyama, wurde bereits 1967 die „Maruki Gallery for The Hiroshima Panels“ (原爆の図丸木美術館) eingerichtet.